# 春日原球場
春日原球場（かすがばるきゅうじょう）は、1924年から1950年代まで福岡県春日市（開場当時は筑紫郡春日村）に存在した野球場。九州鉄道（現在の西日本鉄道）が運営していた。

## 概要
春日原球場は現在の福岡県春日市春日原北町4-20に存在していた。様々な野球の試合・大会の会場として使用されていたほか、ラグビーの試合が開催されたこともある。
1950年の1年間はプロ野球・西鉄クリッパース（現在の埼玉西武ライオンズ）の本拠地であった。
春日原球場は1950年代に解体され、跡地は住宅地となった。なお、同じ春日市内には県営春日公園野球場が1981年に開場し、主に高校野球の公式戦が開催されている。

## 歴史
1924年の九州鉄道（現在の西鉄天神大牟田線にあたる）の開通に合わせ、陸上競技場とともに開場した。
春日原球場は全国中等学校野球大会の予選をはじめ様々な大会の会場として使用されていた。また、ベーブ・ルースも来場したことがあるほか、1940年には東京巨人軍がキャンプを開催した。
1942年には、第24回全国中等学校ラグビーフットボール大会・九州大会の会場となっている。この大会は、太平洋戦争開戦の影響を受けて全国大会の開催を断念し、九州地区と満州の学校5校による地域大会として開かれたものであった（このほかには、近畿・中国・四国地区の学校を対象とした「関西大会」が兵庫県で実施された）。
1943年には、九州鉄道などが合併し発足した西日本鉄道が1941年に設立したプロ野球球団「西鉄軍」が春日原球場を本拠地としたが、公式戦は行われず、さらに西鉄軍は戦況の悪化から翌年に解散した。戦後、1950年に西鉄クリッパースがプロ野球に新規参入すると、福岡市の平和台野球場と併用する形で本拠地として使用していた。1951年、西鉄クリッパースは西日本パイレーツと合併し、「西鉄ライオンズ」が誕生する。本拠地は平和台野球場のみであったが、1953年までは公式戦が数試合開催されていた。しかし、同年10月11日の公式戦（西鉄ライオンズ対東急フライヤーズ）をもって春日原球場は閉鎖し、解体された。跡地は1954年頃より住宅地となっている。

## 施設概要
日本野球機構のホームページによると、グラウンドは公式戦初開催時（1948年8月1日）で両翼85.4メートル、中堅106.7メートルであった。また、当時の写真から、内野はクレー舗装、外野は天然芝であり、さらに照明設備はなかったようである。

## プロ野球開催実績
プロ野球の公式戦は、1948年8月1日に初めて開催されてから（当時の対戦カードは南海ホークス対中日ドラゴンズ）、1953年10月11日までの6年間で全28試合が開催された。最後の対戦カードは西鉄ライオンズ対東急フライヤーズであった。なお、春日原球場での公式戦において記録された本塁打は63本だった。